# Monotalea
Monotalea es un género de foraminífero bentónico de la familia Textulariopsidae, de la superfamilia Spiroplectamminoidea, del suborden Spiroplectamminina y del orden Lituolida. Su especie tipo es Monotalea salsa. Su rango cronoestratigráfico abarca el Holoceno.

## Discusión
Clasificaciones previas hubiesen incluido Monotalea en el suborden Textulariina del orden Textulariida, o en el orden Lituolida sin diferenciar el suborden Spiroplectamminina. Algunas clasificaciones incluyen Monotalea en la subfamilia Monotaleinae, de la familia Verneuilinidae de la superfamilia Verneuilinoidea.

## Clasificación
Monotalea incluye a la siguiente especie:
- Monotalea salsa